# بازیگر خطرها (فیلم ۱۹۸۸)
بازیگر خطرها (به هندی: Khatron Ke Khiladi) فیلمی محصول سال ۱۹۸۸ و به کارگردانی تاتیننی راما رائو است. در این فیلم بازیگرانی همچون درمندرا، سانجی دات، مادهوری دیکشیت، چانکی پاندی، نیلم کوتهاری، آنجانا ممتاز، شاکتی کاپور، پارش راوال ایفای نقش کرده‌اند.